# Aldo Mongiano
Aldo Mongiano (Pontestura, 1º novembre 1919 – Moncalvo, 15 aprile 2020) è stato un vescovo cattolico italiano naturalizzato brasiliano.

## Biografia
Nato in Italia, viene ordinato il 3 giugno 1943, ed entra nell'Istituto missioni Consolata.
Nominato prelato di Roraima e vescovo titolare di Nasai il 14 maggio 1975, viene consacrato il 5 ottobre dello stesso anno.
Il 26 maggio 1978 rassegna le dimissioni dalla sede titolare di Nasai e il 4 dicembre 1979 viene nominato primo vescovo di Roraima.
Si ritira dalla diocesi di Roraima il 26 giugno 1996.
È vissuto a lungo in Brasile, successivamente a Pontestura fino alla sua morte, avvenuta il 15 aprile 2020 per complicazioni in seguito ad una frattura del femore. Dal 3 agosto 2017, giorno della morte del vescovo emerito di Foligno Giovanni Benedetti, è stato il più anziano vescovo italiano vivente.

## Genealogia episcopale
La genealogia episcopale è:
- Cardinale Scipione Rebiba
- Cardinale Giulio Antonio Santori
- Cardinale Girolamo Bernerio, O.P.
- Arcivescovo Galeazzo Sanvitale
- Cardinale Ludovico Ludovisi
- Cardinale Luigi Caetani
- Cardinale Ulderico Carpegna
- Cardinale Paluzzo Paluzzi Altieri degli Albertoni
- Papa Benedetto XIII
- Papa Benedetto XIV
- Papa Clemente XIII
- Cardinale Marcantonio Colonna
- Cardinale Giacinto Sigismondo Gerdil, B.
- Cardinale Giulio Maria della Somaglia
- Cardinale Carlo Odescalchi, S.I.
- Cardinale Costantino Patrizi Naro
- Cardinale Lucido Maria Parocchi
- Papa Pio X
- Papa Benedetto XV
- Papa Pio XII
- Cardinale Carlo Confalonieri
- Vescovo Carlo Cavalla
- Vescovo Aldo Mongiano